# Bauhinia ovata
Bauhinia ovata är en ärtväxtart som beskrevs av Julius Rudolph Theodor Vogel. Bauhinia ovata ingår i släktet Bauhinia och familjen ärtväxter. Inga underarter finns listade i Catalogue of Life.